# Diocesi di Rusuca
La diocesi di Rusuca (in latino Dioecesis Rusucensis) è una sede soppressa e sede titolare della Chiesa cattolica.

## Storia
Rusuca, forse identificabile con Ghar El Melh (l'antica Porto Farina) nell'odierna Tunisia, è un'antica sede episcopale della provincia romana dell'Africa Proconsolare, suffraganea dell'arcidiocesi di Cartagine.
Unico vescovo conosciuto di Rusuca è il cattolico Cresconio, che intervenne al concilio di Cartagine del 411, che vide riuniti assieme i vescovi cattolici e donatisti dell'Africa romana; in quell'occasione la sede non aveva vescovi donatisti.
Dal 1933 Rusuca è annoverata tra le sedi vescovili titolari della Chiesa cattolica; la sede è vacante dal 29 dicembre 2020.

## Cronotassi dei vescovi
- Cresconio † (menzionato nel 411)

## Cronotassi dei vescovi titolari
- Matthias Wehr † (19 novembre 1966 - 6 novembre 1967 deceduto)
- Timothy Joseph Harrington † (2 aprile 1968 - 1º settembre 1983 nominato vescovo di Worcester)
- Geoffrey James Robinson † (23 gennaio 1984 - 29 dicembre 2020 deceduto)